# 製圖師山脈
72°21′S 167°50′E / 72.350°S 167.833°E
製圖師山脈（英語：Cartographers Range）是南極洲的山脈，位於維多利亞地的博克格雷溫克海岸，屬於勝利山脈的一部分，全長40公里，北面是珍珠港冰川，東面是塔克冰川，南面是希爾菲爾德冰川和特拉法爾加冰川。
由美国地质调查局 (USGS) 根据调查和美国海军航空照片绘制，1960-64 年。由南极名称咨询委员会 (US-ACAN) 为美国地质调查局特殊地图部门的制图师和制图技术人员命名。